# بینسربیدا

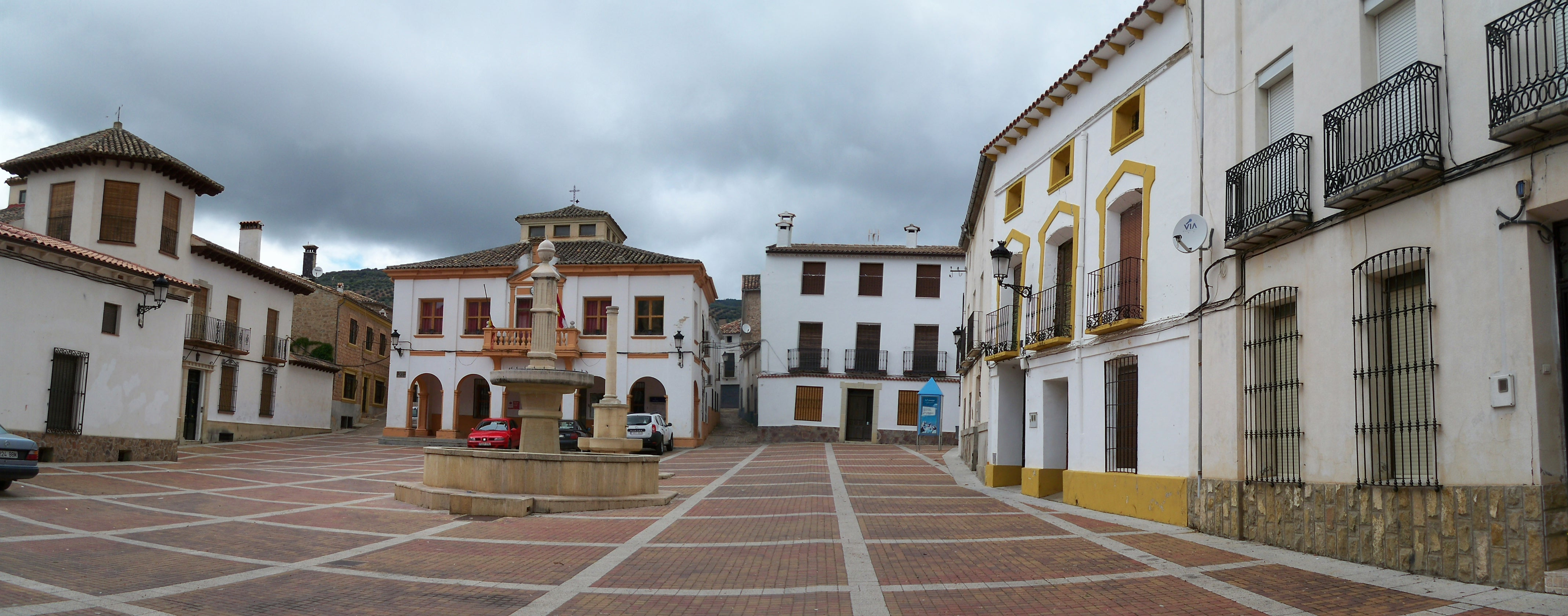
نمایی از بینسربیدا، دهستانی در آلباستهٔ اسپانیا - ۲۰۱۱

بینسربیدا دهستانی در استان آلباستهٔ اسپانیا است.
در این دهستان ۷۸۶ نفر زندگی می‌کنند. مساحت این دهستان ۹۰٫۸۱ کیلومتر مربع است.